# Fakra
Als Fakra (andere Schreibweisen: Fekra, Fekhra, Fakhra, Fahra) werden die Mitglieder eines jesidischen Frauenordens bezeichnet. Als Mitglieder dieses Frauenordens können ausschließlich Jesidinnen aufgenommen werden, die Jungfrauen sind und sich für ein keusches und asketisches Leben entschieden haben. Die Fakra sind für die Erhaltung des jesidischen Tempels Lalisch verantwortlich. Als Leiterin des jesidischen Frauenordens wird Kebanî („Herrin des Hauses“) genannt.

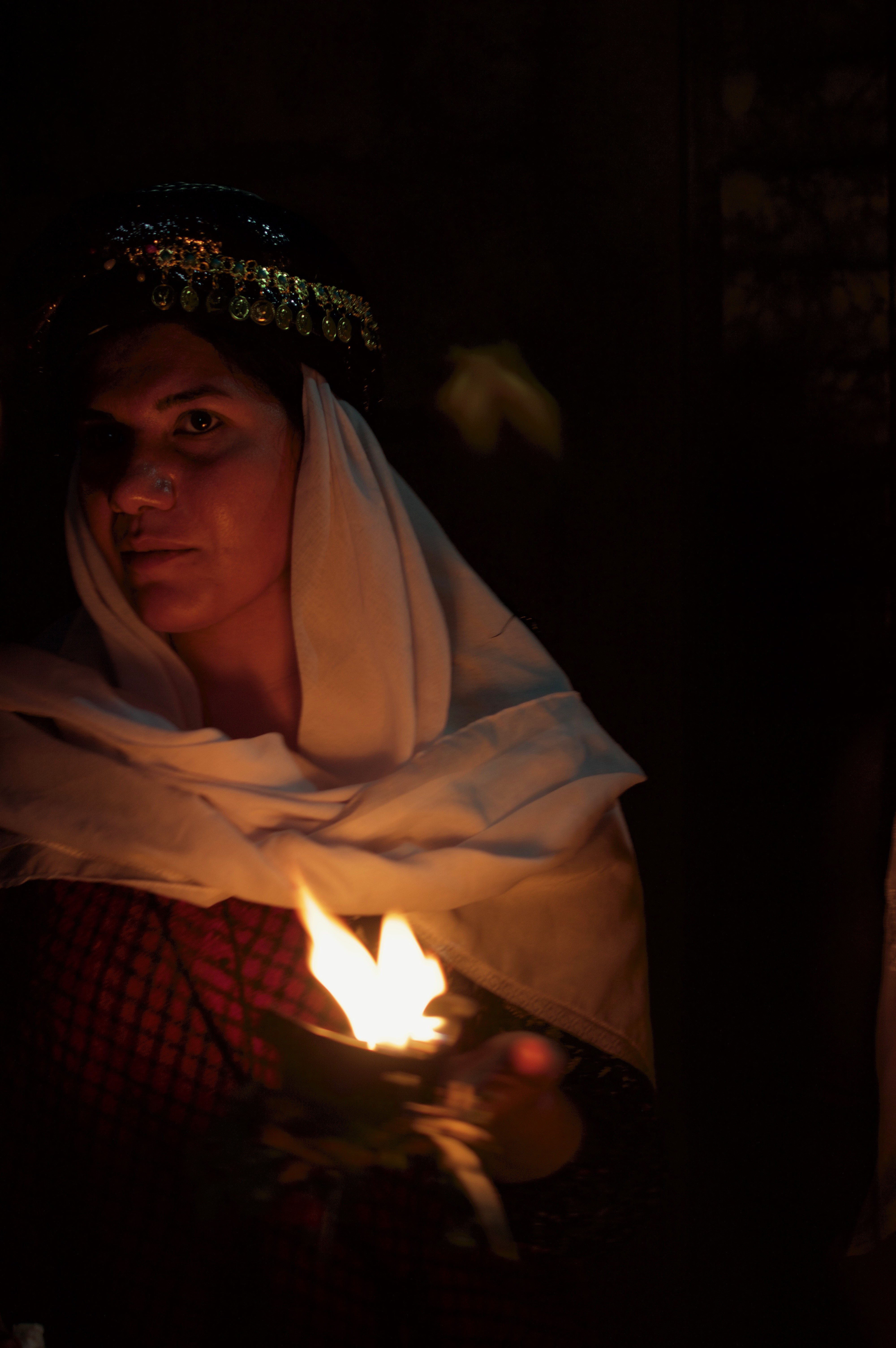
Jesidische Fakra während des Jesidischen Neujahrsfestes am 18. April 2017 in Lalisch
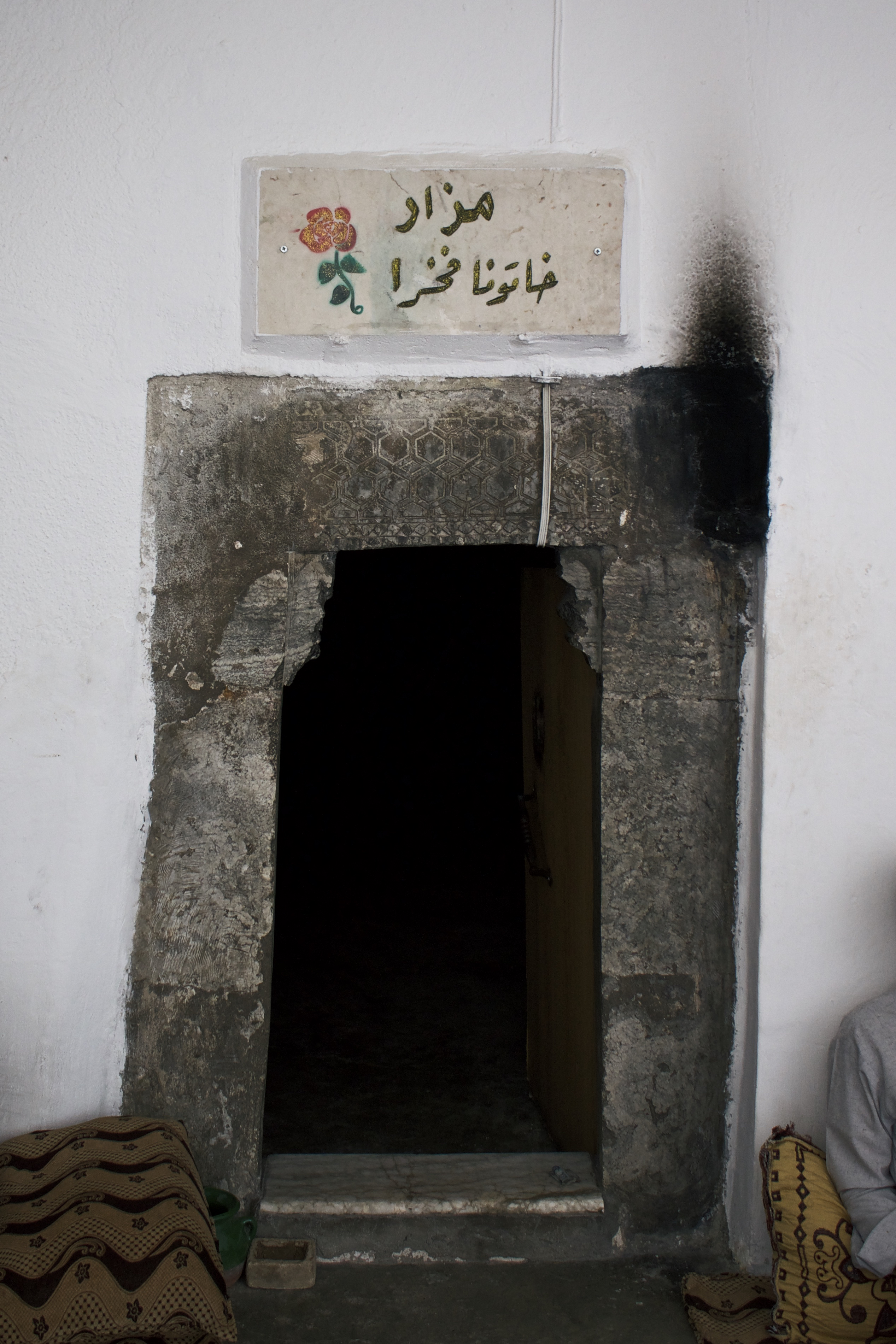
Eingang zum Schrein von Khatuna Fakra in Lalisch